# Dendrobium mohlianum
Dendrobium mohlianum är en orkidéart som beskrevs av Heinrich Gustav Reichenbach. Dendrobium mohlianum ingår i släktet Dendrobium, och familjen orkidéer. Inga underarter finns listade i Catalogue of Life.

## Bildgalleri

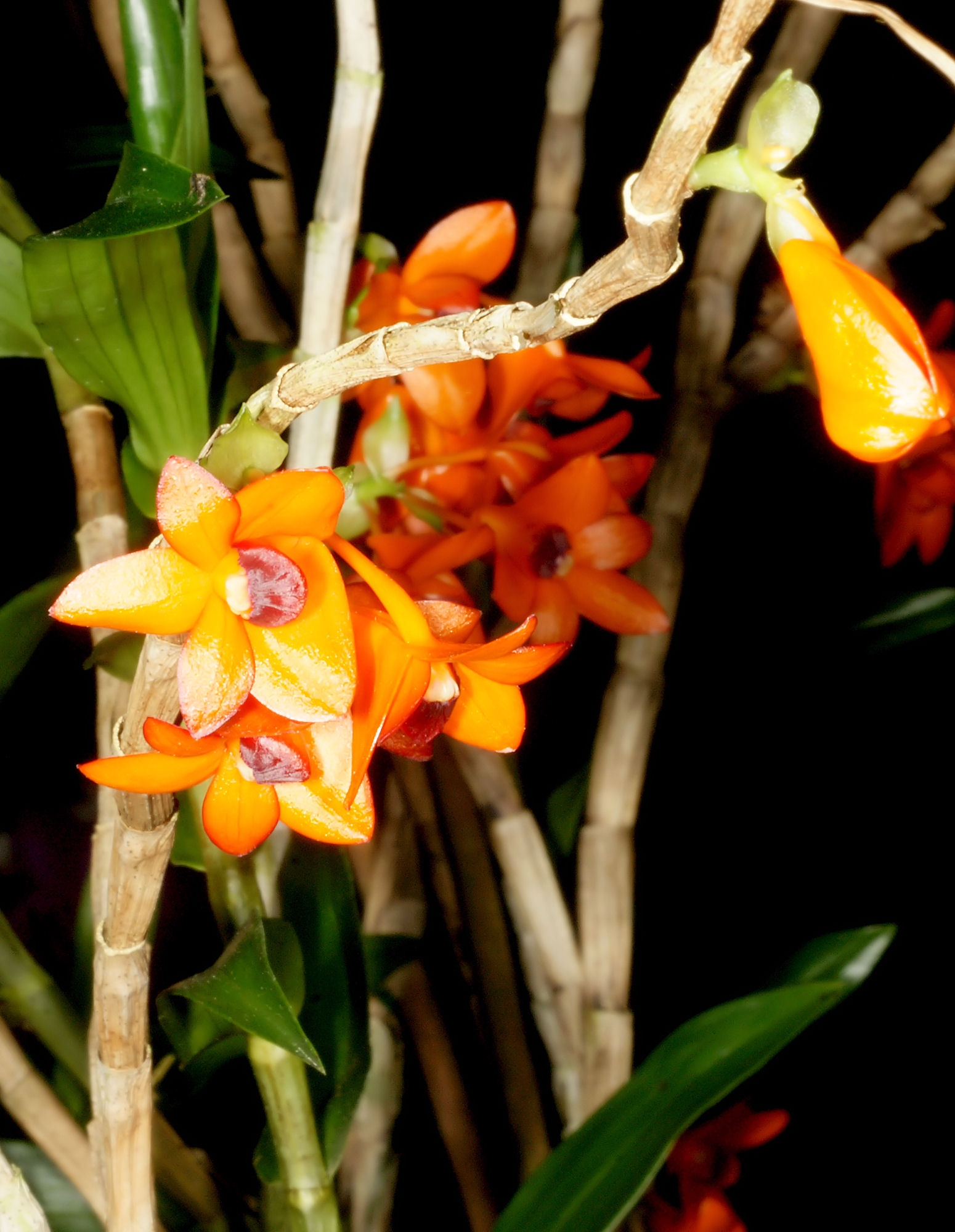